# Microcharon coineanae
Microcharon coineanae là một loài chân đều trong họ Microparasellidae. Loài này được Galhano miêu tả khoa học năm 1970.